# جورج دی. زامکا
جورج دیوید "زامبو" زامکا (به انگلیسی: George David "Zambo" Zamka) فضانورد اهل کشور ایالات متحده آمریکا است که در ۲۹ ژوئن ۱۹۶۲ میلادی در جرزی سیتی زاده شد. وی در مأموریت اس‌تی‌اس-۱۲۰، اس‌تی‌اس-۱۳۰ حضور داشته است.